# Interativa FM
Interativa FM  é uma emissora de rádio brasileira sediada em Goiânia, capital do estado do Goiás. Opera no dial FM, na frequência 94,9 MHz, e a sua programação é voltada para o público jovem. É líder de audiência no gênero pop na capital goiana, assim superando as rivais Jovem Pan FM, 89 FM A Radio Rock e Mix FM. A emissora é considerada uma das rádios que apresenta melhor sinal de cobertura no estado de Goiás e que mais apresenta projetos promocionais nas ruas de Goiânia. Além disso, parte dos programas pode ser acompanhada no site da emissora e nas redes sociais, através de transmissões por vídeo. Além de ser considerada a rádio mais ouvida nos carros em Goiânia.

## História
Entre 1994 e 1999, a frequência transmitiu a Jovem Pan FM, sendo a primeira afiliada da rede na capital goiana. Em fevereiro de 1999, a emissora encerrou a parceria com a rede paulista, e passou a ter uma programação independente com o nome atual, sendo que anos depois a Jovem Pan voltou a região na atual frequência 106,7.
Em 2005, a emissora tinha como sua emissora-irmã, a rádio Positiva FM, até 2015 por ter sido vendida ao padre Robson de Oliveira Pereira que na época presidia a Associação dos Filhos do Pai Eterno (Afipe). 
Desde então, a emissora vem liderando a audiência na capital goiana, atualmente ocupando a 4ª posição, atrás apenas das rádios 99,5 FM, Positiva FM, Rádio Sagres e Alpha FM Goiânia.
Em agosto de 2018, Ricardo Noguchi deixou a Interativa FM, para atuar na gestão de marketing da antiga Mix FM Goiânia.
Em outubro de 2018, durante as eleições, a emissora realizou o primeiro debate eleitoral na emissora entre os candidatos para o Governo de Goiás. . Durante o período eleitoral a emissora realizou coberturas jornalisticas que aumentaram a audiência da emissora tanto no rádio, quanto na internet.
Em 2019, a emissora foi considerada uma das rádios mais influentes no estado do Goiás no rádio FM, juntamente com as rádios Alpha FM, Jovem Pan FM e 89 FM A Rádio Rock.. 
Em fevereiro de 2019, a emissora completou 20 anos no ar em Goiânia, tendo grande participação nas redes sociais e com a criação do serviço IN TV, que levaria toda programação da emissora através de clipes musicais no site da emissora. Para comemorar o aniversário, a emissora exibiu na programação campanhas especiais, não só na rádio, como na internet.

## Programas e Locutores
- Bumerangue (Éverson Cândido e Henrique Amaral)
- Blog IN (Henrique Amaral)
- Conexões (Manuela Guerra)
- Domingo Ativado (Piloto Automático)
- DQD (André Rodrigues, Adalto Alves, Henrique Augusto e Henrique Morgantini)
- Falando Sério (José Luiz)
- Incrível (Tete Ribeiro)
- Independência (Henrique Amaral)
- Interativa Indie (''Gabs'')
- Insonia (Piloto Automático)
- Interativa Black (Piloto Automático)
- Interativa Máxima (Piloto Automático)
- In-Pedidos (Piloto Automático)
- In da Club (Piloto Automático)
- Interligado (Piloto Automático)
- Mega Bônus (Internet)
- Museu da IN (Bruna Arantes)
- Papo Cabeça (José Luiz e Pablo Kossa)
- Pedrada IN (Pablo Kossa)
- Programação Normal (Piloto Automático)
- Sequencia Retroativa (Tete Ribeiro)
- Sunset Retro (Éverson Cândido e Henrique Amaral)
- Top 10 (Éverson Cândido)
- Top 15 (Fábio Bortolin)
- Top 20 (Piloto Automático)
- Videovlog da TT (Tete Ribeiro)